# سفارت امارات متحده عربی در اسلام‌آباد
سفارت امارات متحده عربی در اسلام‌آباد (به انگلیسی: Embassy of the United Arab Emirates) یک منطقهٔ مسکونی و نمایندگی سیاسی این کشور در پاکستان است که در اسلام‌آباد واقع شده‌است.